# Seltjärn
Seltjärn ist ein Dorf in der Gemeinde Örnsköldsvik der schwedischen Provinz Västernorrlands län sowie der historischen Provinz (landskap) Ångermanland. Das Dorf liegt zirka 50 Kilometer nordwestlich von Örnsköldsvik am Westufer des Norra Anundsjöån, der hier viele Altwasser und Mäander hat, am Länsväg 348.